# Посёлок совхоза «Воронежский»
Совхоза «Воронежский» — посёлок в Новоусманском районе Воронежской области.
До 1 января 2022 года административный центр Воронежского сельского поселения, с 1 января 2022 года населённый пункт в составе Никольского сельского поселения.

## География

### Улицы
| - ул. Воронежская - ул. Донбасская - ул. Дорожная - ул. Молодёжная - ул. Октябрьская - ул. Первомайская - ул. Победы - ул. Полевая | - ул. Советская - ул. Солнечная - ул. Спортивная - ул. Степная - ул. Чапаева - ул. Школьная - ул. Юбилейная |

## Климат
Климат умеренно континентальный. Количество осадков колеблется от 500 до 650 мм ртутного столба. Населённый пункт располагается в лесостепной зоне.
Посёлок появился в 1969 году.